# Emérico do Chipre
Emérico (em latim: Aimericus, em grego:  Αμωρί, Amorí; Poitou, 1145 – Acre, 1 de abril de 1205), foi o primeiro rei de Chipre, reinando de 1196 até sua morte. Ele também reinou como rei de Jerusalém de seu casamento com Isabel I em 1197 até sua morte. Ele era o filho mais novo de Hugo VIII de Lusinhão, um nobre em Poitou. Depois de participar de uma rebelião contra Henrique II da Inglaterra em 1168, foi para a Terra Santa e se estabeleceu no Reino de Jerusalém.
Seu casamento com Esquiva de Ibelin (cujo pai, Balduíno de Ibelin era um nobre influente) fortaleceu sua posição no reino. Seu irmão mais novo, Guido, casou-se com Sibila, irmã e herdeira de Balduíno IV de Jerusalém. Balduíno fez de Emérico o Condestável de Jerusalém por volta de 1180. Ele foi um dos comandantes do exército cristão na Batalha de Hatim, que terminou com a derrota decisiva nas mãos do exército de Saladino, o sultão aiúbida do Egito e da Síria, em 4 de julho de 1187.
Emérico apoiou seu irmão, Guido, mesmo depois de Guido ter perdido sua reivindicação ao Reino de Jerusalém, de acordo com a maioria dos barões do reino, por causa da morte de Sibila e de suas duas filhas. O novo rei de Jerusalém, Henrique II de Champanhe, o prendeu por um curto período. Após sua libertação, ele se retirou para Jafa, que era o feudo de seu irmão mais velho, Godofredo I de Lusinhão, que havia deixado a Terra Santa.
Depois que Guido morreu em maio de 1194, seus vassalos em Chipre elegeram Emérico como seu senhor. Ele aceitou a soberania do Sacro Imperador Romano, Henrique VI. Com a autorização do imperador, Emérico foi coroado rei de Chipre em setembro de 1197. Logo se casou com a viúva de Henrique II de Champanhe, Isabel I de Jerusalém. Ele e sua esposa foram coroados rei e rainha de Jerusalém em janeiro de 1198. Assinou uma trégua com Adil I, o sultão aiúbida do Egito, que garantiu a posse cristã da costa do Acre até Antioquia. Seu governo foi um período de paz e estabilidade em ambos os seus reinos.

## Juventude
Emérico nasceu antes de 1155. Ele era o quinto filho de Hugo VIII de Lusinhão e sua esposa, Burgúndia de Rancon. Sua família ficou conhecida por produzir gerações de cruzados em Poitou, sua terra natal. Seu bisavô, Hugo VI de Lusinhão, morreu na Batalha de Ramla em 1102; o avô de Emérico, Hugo VII de Lusinhão, participou da Segunda Cruzada. O pai de Emérico também foi à Terra Santa e morreu em uma prisão muçulmana na década de 1160.
Emérico juntou-se a uma rebelião contra Henrique II da Inglaterra (que também governou Poitou) em 1168, de acordo com a crônica de Roberto de Torigni, Henrique esmagou a rebelião. Emérico partiu para a Terra Santa e se estabeleceu no Reino de Jerusalém. Ele foi capturado em uma batalha e mantido em cativeiro em Damasco. Uma tradição popular (que foi registrada pela primeira vez por Felipe de Novara e João de Ibelin no século XIII), sustentou que o rei de Jerusalém, Amalrico, o resgatou pessoalmente.
Ernoul (cuja confiabilidade é questionada) afirmou que Emérico era amante da ex-esposa de Amalrico, Inês de Courtenay. Emérico casou-se com Esquiva de Ibelin, filha de Balduíno de Ibelin, que era um dos nobres mais poderosos do Reino de Jerusalém. Amalrico, que morreu em 11 de julho de 1174, foi sucedido por seu filho de 13 anos com Inês de Courtenay, Balduíno IV, que sofria de hanseníase.Emérico tornou-se membro da corte real com o apoio de seu sogro.
O irmão mais novo de Emérico, Guido, casou-se com a irmã de Balduíno IV, Sibila, em abril de 1180. Ernoul escreveu, que foi Emérico que falara de seu irmão com ela e sua mãe, Inês de Courtenay, descrevendo-o como um jovem bonito e charmoso. Emérico, continuou Ernoul, voltou a Poitou e persuadiu Guido a ir ao reino, embora Sibila tivesse prometido a si mesma ao sogro de Emérico. Outra fonte, Guilherme de Tiro, não mencionou que Emérico havia desempenhado algum papel no casamento de seu irmão e da irmã do rei. Consequentemente, muitos elementos do relatório de Ernoul (especialmente a suposta jornada de Emérico para Poitou) foram provavelmente inventados.

## Condestável de Jerusalém

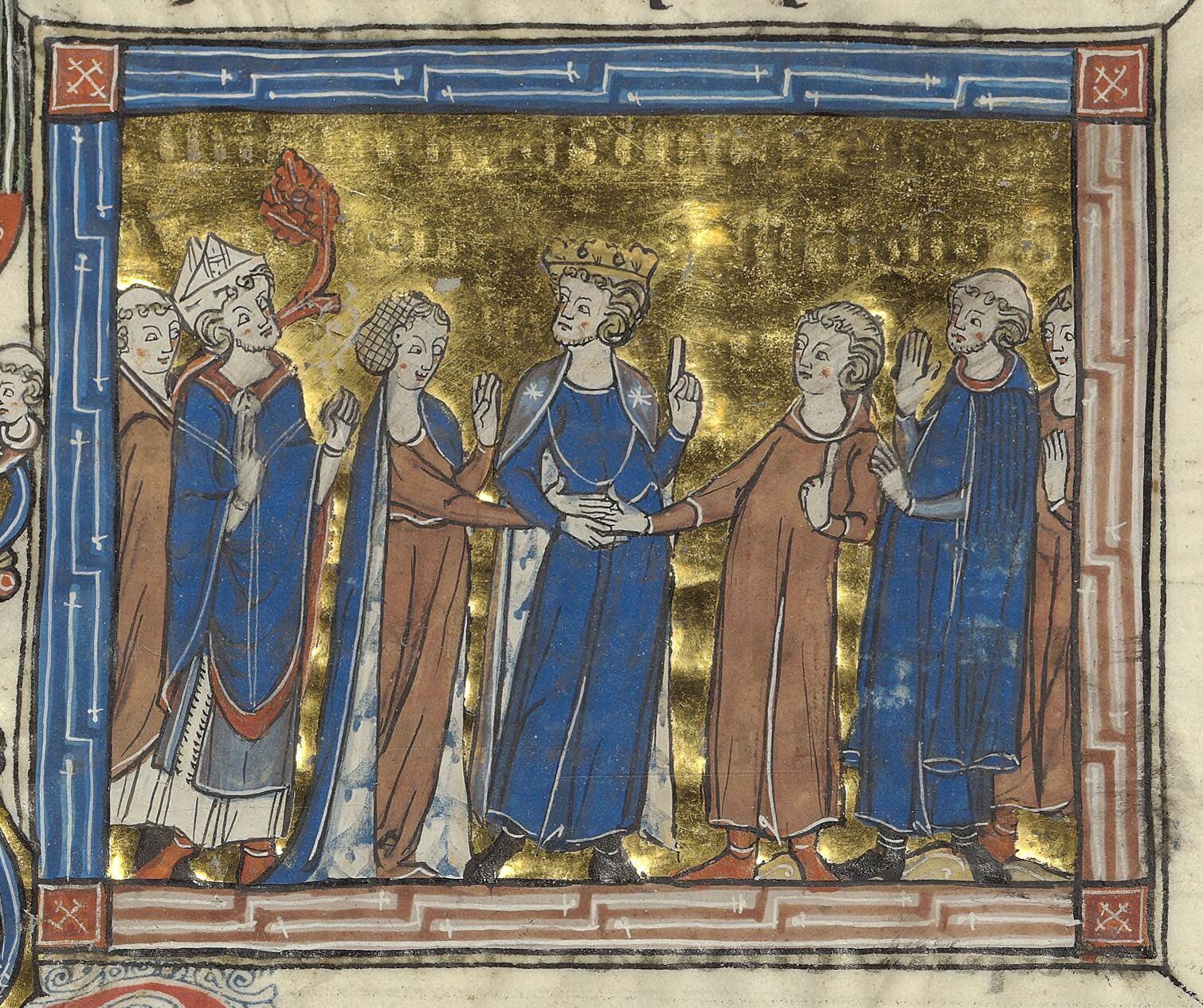
Casamento do irmão mais novo de Emérico, Guido, e Sibila, irmã de Balduíno IV

Os Estados cruzados por volta de 1165

Emérico foi mencionado pela primeira vez como Condestável de Jerusalém em 24 de fevereiro de 1182. De acordo com Steven Runciman e Malcolm Barber, ele já havia recebido o cargo logo após a morte de seu antecessor, Hunfredo II de Toron, em abril de 1179. O historiador Bernard Hamilton escreve: A nomeação de Emérico foi a consequência da crescente influência de seu irmão e ele foi nomeado apenas por volta de 1181.
Saladino, o sultão aiúbida do Egito e da Síria, lançou uma campanha contra o Reino de Jerusalém em 29 de setembro de 1183. Emérico derrotou as tropas do sultão em uma pequena escaramuça, com o apoio de seu sogro e de seu irmão, Balião de Ibelin. Após a vitória, o exército principal dos cruzados pode avançar até próximo do acampamento de Saladino, forçando-o a recuar nove dias depois. Durante a campanha, a maioria dos barões do reino não estava disposta a cooperar com o irmão de Emérico, Guido, que era o herdeiro designado por Balduíno IV. O rei doente dispensou Guido e fez seu sobrinho de cinco anos (enteado de Guido), Balduíno V, seu cogovernante em 20 de novembro de 1183.
No início de 1185, Balduíno IV decretou que o papa, o Sacro Imperador Romano e os reis da França e da Inglaterra fossem abordados para escolher entre sua irmã, Sibila, e sua meia-irmã, Isabel, caso Balduíno V morresse antes de atingir a maioridade. O rei leproso morreu em abril ou maio de 1185, seu sobrinho no final do verão de 1186. Ignorando o decreto de Balduíno IV, Sibila foi proclamada rainha por seus apoiadores e ela coroou seu marido, Guido, rei. Emérico não foi listado entre os presentes na cerimônia, mas ele obviamente apoiou seu irmão e cunhada, segundo Hamilton.
Como Condestável, Emérico organizou o exército do Reino de Jerusalém em unidades antes da Batalha de Hatim, que terminou com a vitória decisiva de Saladino em 4 de julho de 1187. Junto com a maioria dos comandantes do exército cristão, Emérico caiu em cativeiro no campo de batalha.  Durante o cerco de Ascalão, Saladino prometeu aos defensores que libertaria dez pessoas que eles nomeariam se se rendessem. Emérico e Guido estavam entre aqueles que os defensores nomearam antes de se renderem em 4 de setembro, mas Saladino adiou sua libertação até a primavera de 1188.
Emérico permaneceu um defensor leal de seu irmão, mesmo depois de Guido ter perdido sua reivindicação ao Reino de Jerusalém com a morte de Sibila e suas duas filhas no outono de 1190, de acordo com a maioria dos barões do reino. Os oponentes de Guido apoiaram Conrado de Monferrato que se casou com a meia-irmã de Sibila, Isabel, no final de novembro. Uma assembleia dos nobres do reino declarou por unanimidade Conrado o rei legítimo em 16 de abril de 1192. Embora Conrado tenha sido assassinado doze dias depois, sua viúva logo se casou com Henrique de Champanhe, que foi eleito rei de Jerusalém. Para compensar Guido pela perda de Jerusalém, Ricardo I da Inglaterra o autorizou a comprar a ilha de Chipre (que Ricardo conquistara em maio de 1191) dos Cavaleiros Templários. Ele também pagaria 40 000 besantes a Ricardo, que doou o direito de cobrar a quantia de Guido a Henrique de Champanhe. Guido se estabeleceu em Chipre no início de maio.
Emérico permaneceu no Reino de Jerusalém, que foi reduzido a uma faixa estreita de terra ao longo da costa do Mar Mediterrâneo, de Jafa a Tiro. Henrique de de Champanhe ordenou a expulsão dos comerciantes de Pisa de Acre em maio, porque os acusou de conspirar com Guido de Lusignan. Depois que Emérico interveio em nome dos mercadores, o rei o prendeu. Emérico só foi libertado a pedido dos grão-mestres dos Templários e dos Hospitalários. Ele se retirou para Jafa, que Ricardo da Inglaterra havia concedido ao irmão mais velho de Emérico, Godofredo de Lusinhão.

## Reinado

### Senhor de Chipre
Guido de Lusignan morreu em maio de 1194 e legou Chipre a seu irmão mais velho, Godofredo. No entanto, Godofredo já havia retornado a Poitou, e então, os vassalos de Guido elegeram Emérico como seu novo senhor. Henrique de Champanhe exigiu o direito de ser consultado sobre a sucessão em Chipre, mas os nobres cipriotas o ignoraram. Na mesma época, Henrique de Champanhe substituiu Emérico por João de Ibelin como Condestável de Jerusalém.
Emérico percebeu que o tesouro de Chipre estava quase vazio, porque seu irmão havia concedido a maioria dos terrenos da ilha a seus apoiadores, segundo Ernoul. Ele convocou seus vassalos para uma assembleia. Depois de enfatizar que cada um deles possuía mais terras do que ele próprio, ele os convenceu um a um "pela força, pela amizade ou pelo acordo" a devolver alguns de seus aluguéis e terras.

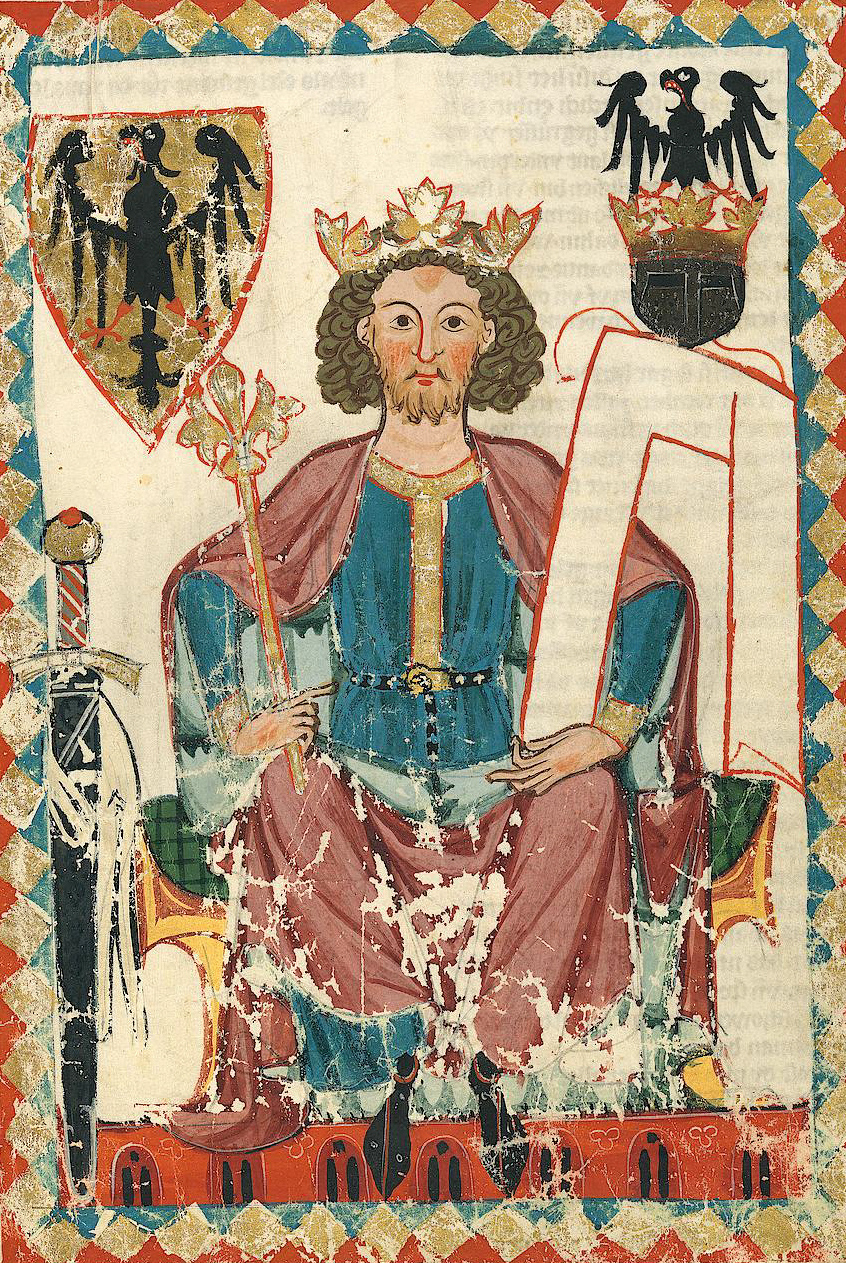
Henrique VI do Sacro Império Romano-Germânico, autorizou a coroação de Emérico em troca do reconhecimento por Emérico de sua soberania

Emérico enviou uma missão diplomática ao papa Celestino III, pedindo-lhe que criasse dioceses católicas romanas em Chipre. Ele também enviou seu representante, Rainier de Gibelet, a Henrique VI do Sacro Império Romano-Germânico, propondo que ele reconheceria a soberania do imperador, se o imperador lhe enviasse uma coroa real. Emérico queria principalmente garantir a assistência do imperador contra uma possível invasão bizantina de Chipre, mas ele também queria fortalecer sua própria legitimidade como rei. Rainier de Gibelet jurou lealdade a Henrique VI em nome de Emérico em Gelnhausen em outubro de 1196. O imperador que decidiu liderar uma cruzada para a Terra Santa prometeu que ele pessoalmente coroaria o rei Emérico. Ele enviou os arcebispos de Brindisi e Trani para levar um cetro de ouro para Emérico como um símbolo de seu direito de governar Chipre.

### Rei de Chipre
Os dois enviados de Henrique VI desembarcaram em Chipre em abril ou maio de 1196. Emérico pode ter adotado o título de rei nessa época, porque o Papa Celestino o denominou rei já em uma carta em dezembro de 1196. No mesmo mês, o papa criou uma arquidiocese católica romana em Nicósia com três bispos sufragâneos em Famagusta, Limassol e Pafos. Os bispos ortodoxos gregos não foram expulsos, mas suas propriedades e receitas foram confiscadas pelos novos prelados católicos.
O chanceler de Henrique VI, Conrado, bispo de Hildesheim, coroou o rei Emérico em Nicósia em setembro de 1197. Emérico prestou uma homenagem ao chanceler. Os nobres que possuíam feudos em Chipre e no Reino de Jerusalém queriam a reconciliação entre Emérico e Henrique de Champanhe. Um deles, Balduíno de Beisan, Condestável de Chipre, convenceu Henrique de Champanhe a visitar Chipre no início de 1197. Os dois reis fizeram as pazes, concordando que os três filhos de Emérico se casariam com as três filhas de Henrique. Henrique também renunciou à dívida que Emérico ainda lhe devia por Chipre e permitiu que Emérico guarnecesse suas tropas em Jafa. Emérico enviou Reynald Barlais para tomar posse de Jafa. Emérico novamente usou o título de Condestável de Jerusalém em novembro de 1197, o que sugere que ele também recuperou esse cargo como consequência de seu tratado com Henrique de Champanhe.

### Rei dos dois reinos
Henrique de Champanhe caiu da janela de seu palácio e morreu em Acre em 10 de setembro de 1197. O aristocrata, mas empobrecido Raul de Saint Omer era um dos possíveis candidatos a sucedê-lo, mas os grandes mestres das ordens militares se opuseram com veemência. Alguns dias depois, Adil I, o sultão aiúbida do Egito, ocupou Jafa.

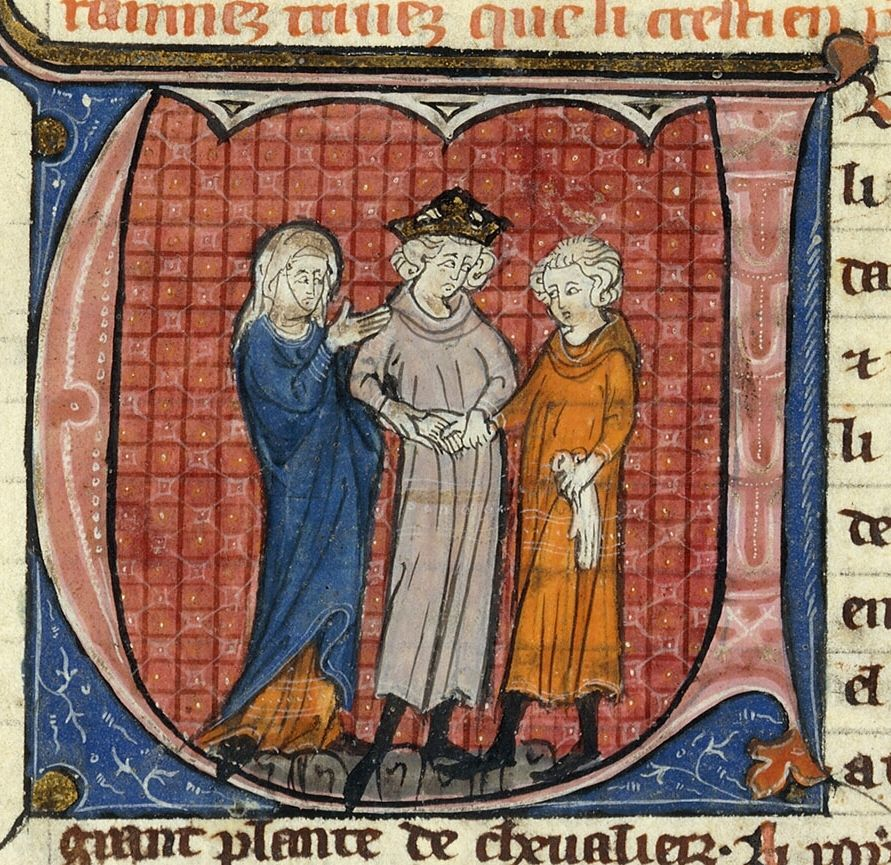
Casamento da segunda esposa de Emérico, Isabel I de Jerusalém, e seu primeiro marido, Hunfredo IV de Toron

Conrado de Wittelsbach, arcebispo de Mainz, que chegou a Acre em 20 de setembro, foi o primeiro a propor que a coroa fosse oferecida a Emérico. Uma vez que a primeira esposa de Emérico morreu, ele pôde se casar com a viúva Isabel I de Jerusalém, que era a rainha. Embora Aimar, Patriarca de Jerusalém, tenha declarado que o casamento seria contra os dogmas da Igreja, Joscio, Arcebispo de Tiro, iniciou negociações com Emérico, que aceitou a oferta. O patriarca também retirou suas objeções e coroou Emérico e Isabel rei e rainha em Tiro em janeiro de 1198.
O exército cipriota lutou pelo Reino de Jerusalém durante o governo de Emérico, mas, caso contrário, ele administrou seus dois reinos separadamente. Mesmo antes de sua coroação, Emérico uniu suas forças aos cruzados alemães que estavam sob o comando de Henrique I, duque de Brabante, para lançar uma campanha contra as tropas aiúbidas. Eles forçaram Adil I a se retirar e capturaram Beirute em 21 de outubro. Ele sitiou Toron, mas teve que levantá-lo em 2 de fevereiro, porque os cruzados alemães decidiram retornar ao Sacro Império Romano depois de saber que o imperador Henrique VI havia morrido.
Emérico estava cavalgando em Tiro quando quatro cavaleiros alemães o atacaram em março de 1198. Seus soldados o resgataram e capturaram os quatro cavaleiros. Emérico acusou Raul de Saint Omer de contratar os agressores e o condenou ao banimento sem julgamento por seus pares. A pedido de Raul, o caso foi submetido ao Supremo Tribunal de Jerusalém, que sustentava que Emérico havia ilegalmente banido Raul. No entanto, Raul deixou voluntariamente o reino e se estabeleceu em Trípoli, porque sabia que havia perdido a confiança de Emérico.
Emérico assinou uma trégua com Adil I em 1 de julho de 1198, assegurando a posse da costa desde Acre até Antioquia para os cruzados por cinco anos e oito meses. O imperador bizantino, Aleixo III Ângelo, não abandonou a ideia de recuperar Chipre. Ele prometeu ajudar uma nova cruzada se o Papa Inocêncio III excomungasse Emérico para permitir uma invasão bizantina em 1201, mas o papa o refutou, enfatizando que os bizantinos haviam perdido seu direito a Chipre quando Ricardo I conquistou a ilha em 1191.
Emérico manteve a paz com os muçulmanos, mesmo quando Renard II de Dampierre-en-Astenois, que chegou à frente de 300 cruzados franceses, exigiu que ele lançasse uma campanha contra os muçulmanos no início de 1202. Depois que Emérico lembrou a ele que eram necessários mais do que 300 soldados para fazer guerra contra os aiúbidas, Renard trocou o Reino de Jerusalém pelo Principado de Antioquia. Um emir egípcio tomou uma fortaleza perto de Sídon e fez ataques saqueadores contra o território vizinho. Depois que Adil I fracassou em conter o emir, a frota de Emérico capturou 20 navios egípcios e invadiu o reino de Adil I. Em retaliação, o filho de Adil I, Almoazão, saqueou a região de Acre. Em maio de 1204, a frota de Emérico saqueou uma pequena cidade no Delta do Nilo, no Egito. Os enviados de Emérico e Adil I assinaram uma nova trégua por seis anos em setembro de 1204. Adil I cedeu Jafa e Ramla ao Reino de Jerusalém e simplificou as visitas dos peregrinos cristãos em Jerusalém e Nazaré.
Depois de ter comido em excesso tainha-branca, Emérico ficou gravemente doente. Morreu após uma curta doença em 1 de abril de 1205. Seu filho de seis anos, Hugo I, o sucedeu em Chipre; e sua viúva continuou a governar o reino de Jerusalém.

## Legado
A historiadora Mary Nickerson Hardwicke descreveu Emérico como um governante "seguro de si, politicamente astuto, às vezes duro, raramente sentimentalmente indulgente". Seu governo foi um período de paz e consolidação. Os advogados do Reino de Jerusalém o consideravam especialmente estimado. Ele decidiu revisar as leis do Reino de Jerusalém para especificar prerrogativas reais. João de Ibelin enfatizou que Emérico havia governado Chipre e Jerusalém "bem e sabiamente" até sua morte.

## Família
A primeira esposa de Emérico, Esquiva de Ibelin, era a filha mais velha de Balduíno de Ibelin, senhor de Mirabel e Ramla, e Riquelda de Beisan. Os filhos deles:
- Burgúndia, casou com Valter de Montbéliard, regente de seu irmão mais novo, Hugo I, de Chipre, de 1205 a 1210.[71]
- Helvis, foi a esposa de Raymond-Roupen,[72] que foi Príncipe de Antioquia de 1216 a 1219.
- Guido, morreu jovem[40]
- João, morreu jovem[40]
- Hugo I, casou com Alice de Champanhe[40]

A segunda esposa de Emérico, Isabel I de Jerusalém era a única filha de Amalrico de Jerusalém e Maria Komnene. Os filhos deles:
- Sibila, foi a segunda esposa de Leão I, rei da Armênia.[75]
- Melisenda casou com Boemundo IV de Antioquia.[76]
- um filho morreu na infância, em 2 de fevereiro de 1205.[2]